# شله کش
شله کش، روستایی در دهستان قلعه از توابع بخش زاگرس شهرستان چرداول در استان ایلام ایران است. شله کش بزرگترین روستای دهستان قلعه و مرکز آن می باشد.

## جمعیت
این روستا در دهستان بیجنوند قرار دارد و براساس سرشماری مرکز آمار ایران در سال ۱۳۸۵، جمعیت آن ۹۶۵ نفر (۱۷۲خانوار) بوده‌است.